# کوراورت زایفن
کوراورت زایفن (به آلمانی:Kurort Seiffen/Erzgeb}} یک شهر در آلمان است که در ارتسگبیرگسکرایس واقع شده‌است. سایفن ۲٬۶۰۰ نفر جمعیت دارد.